# Ncamanvi
Ncamanvi ist ein Ort in Äquatorialguinea.

## Lage
Der Ort befindet sich in der Provinz Wele-Nzas auf dem Festlandteil des Staates. Er liegt an einer Ost-West-Verbindung zwischen den Orten Aconibe und Ngon. Im Umkreis liegen die Siedlungen Acaasi und Ecog. In der Nähe verläuft der Río Midyi.

## Klima
In der Stadt, die sich nah am Äquator befindet, herrscht tropisches Klima.